# Трумаи
Трумаи су један од староседелачких народа Бразила, који насељава „Староседелачки парк Шингу” у бразилској држави Мато Гросо. Пре више од два века били су много бројнији него данас, али им је у 19. и 20. веку број драстично смањен, па их је до 1953. преостало само 25. У наредним годинама трумајско становништво се значајно увећало и до 2014. достигло је број од 258.

## Историја
Трумаи су један од последњих народа који је населио горњи ток реке Шингу, а населили су га тек у 19. веку. Дошли су из области која се налази између река Шингу и Арагваја, а ову сеобу изазвао је напад неименованог непријатељског народа. Дуго су насељавали 4 села на територији Староседелачког парка Шингу, то су Тера Прета, Боа Ешперанса, Штајнен и Тера Нова. Сва четири села су се налазила на пола пута између постаја Леонардо Вилас-Боас и Диауарум, у којима такође живи неколико породица. Данас живе у три села Боа Ешперанса, Штајнен и Трес Лагоас.
Трумаи су један од народа који је укључен у стандардни крос-културни узорак.
Сматра се да су они донели ритуал јавари („хопеп” на трумајском језику), који је, заједно са ритуалом кваруп, један од најзначајнијих фестивала у културном комплексу горњег Шингуа.

## Популација
Пре више од два века били су веома бројни, а до средине 20. века им је због сукоба са Бразилцима (португалског порекла), другим староседеоцима и због ширења заразних болести на које нису имали природни имунитет број смањен на само 25 особа 1953. Од те године до 2014. трумајско становништво се значајно увећало и достигло је број од 258.
| Година | Бројно стање становништва |
| ------ | ------------------------- |
| 1938.  | 43                        |
| 1953.  | 25                        |
| 1966.  | 26                        |
| 1995.  | 78                        |
| 2002.  | 120                       |
| 2006.  | 147                       |
| 2014.  | 258                       |

## Култура
Трумаи се претежно баве земљорадњом, а углавном узгајају маниоку, паприке и пасуљ.

## Језик
Трумајски језик није блиско сродан ни једном другом језику, те се сматра језичким изолатом. Озбиљно је угрожен, јер га већина трумајске деце неупотребљава као матерњи језик, већ говоре португалским или језицима других староседелаца аветским и сујским.